# Apterichtus flavicaudus
Apterichtus flavicaudus  (лат.) — вид лучепёрых рыб из семейства острохвостых угрей (Ophichthidae). Распространены в Тихом океане. Морские донные рыбы. Максимальная длина тела 80 см.

## Описание
Тело длинное, цилиндрической формы, несколько сжато с боков в задней части, заострённое с обоих концов. Чешуя отсутствует. Длина хвостовой части тела укладывается 2,1—2,2 раза в общую длину тела. Высота тела укладывается 43—66 раз в общую длину тела. Рыло конической формы. Зубы конической формы, расположены в один ряд на обеих челюстях и сошнике. Плавники отсутствуют. Три поры в подглазничном канале боковой линии. Три поры в канале боковой линии, который соединяет каналы боковой линии по обеим сторонам тела. Общее количество позвонков варьирует от 154 до 166. Общая окраска розовато-бледно-оранжевая или бледно-коричневая, задняя часть тела лимонно-желтого цвета. Тело покрыто мелкими тёмными пятнами, с двумя бледными пятнами за глазом и бледной полосой за углом челюсти.

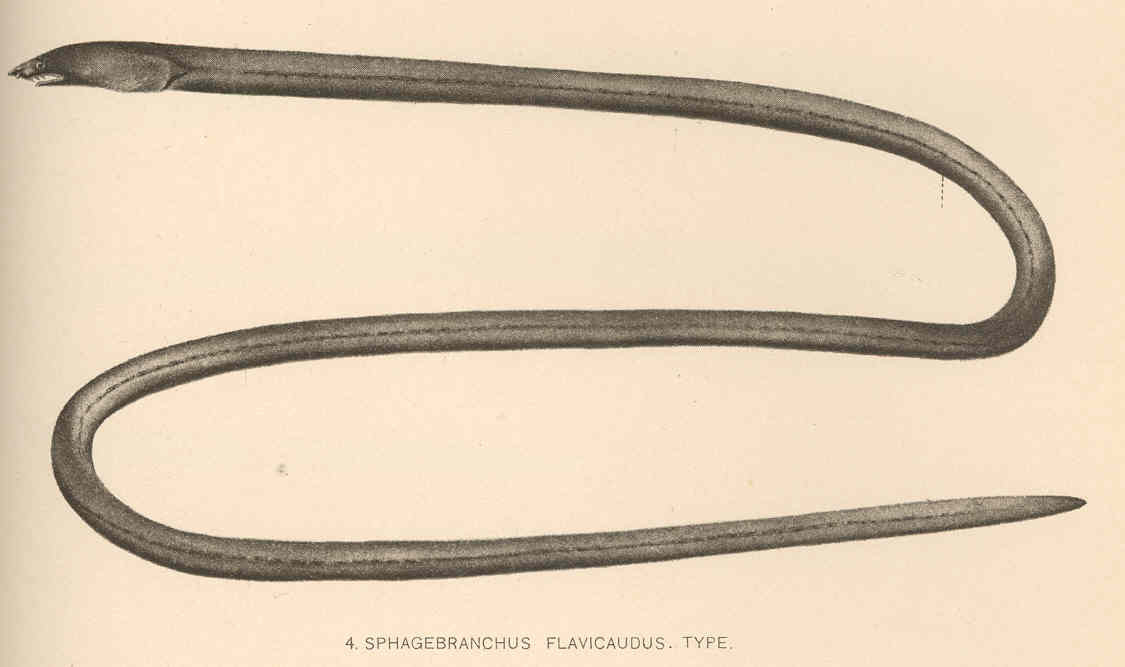
Рисунок из отчёта Снайдера

Максимальная длина тела 80 см.

## Ареал и места обитания
Распространены в западной и центральной частях Тихого океана: от Гавайских островов до Австралии и острова Лорд-Хау; обнаружены у Сейшельских островов. Обитают в прибрежных водах над песчаными грунтами вблизи скалистых и коралловых рифов на глубине от 7 до 293 м. С помощью заострённого рыла или острого хвоста зарываются в грунт, и обычно над поверхностью грунта видна только голова.